# Garnier de Rochefort
Garnier de Rochefort est un religieux français de la fin du XIIe siècle qui fut abbé d'Auberive de 1175 à 1180, puis de Clairvaux de 1186 à 1193, et enfin évêque de Langres de 1193 à 1199.

## Biographie
Il est issu de la famille seigneuriale de Rochefort-sur-Brévon.
Il est d'abord moine à l'abbaye de Longuay, puis abbé d'Auberive vers 1175. En 1180, il est devient prieur puis en 1186 abbé de Clairvaux,.
En 1193, à la mort de Manassès de Bar-sur-Seine, il est élu évêque de Langres.
De nature très libérale, il épuise les fonds du chapitre, qui, mené par le doyen Hilduin de Vendeuvre, porte l'affaire à la cour de Rome, où il est suspendu par le pape Innocent III.
Il aurait ensuite pris la croix et fait le voyage en Terre sainte. À son retour, il démissionne selon les conseils du pape et se retire à l'abbaye de Clairvaux jusqu'à sa mort en 1200 selon certains historiens du XIXe siècle, mais plus probablement vers 1225.
Dans l'attente de l'élection de son successeur, l’évêché de Langres est administré par Hugues de Noyers, évêque d'Auxerre.